# Yao’an
Der Kreis Yao’an (姚安县,  Yáo'ān Xiàn) ist ein Kreis des Autonomen Bezirks Chuxiong der Yi in der chinesischen Provinz Yunnan. Er hat eine Fläche von 1.697 km² und zählt 164.165 Einwohner (Stand: Zensus 2020). Sein Hauptort ist die Großgemeinde Dongchuan (栋川镇).
Der Longhua-Tempel (Longhua si) steht seit 2006 auf der Liste der Denkmäler der Volksrepublik China (6-750).
Auf seinem Gebiet befindet sich die bedeutende Yao'an-Blei-Lagerstätte (姚安铅矿床).

## Administrative Gliederung
Auf Gemeindeebene setzt sich der Kreis aus vier Großgemeinden und sechs Gemeinden zusammen. 